# Linha 1 do Metrô de Porto Alegre
A Linha 1: Mercado ↔ Novo Hamburgo  é uma das linhas do Metrô de Porto Alegre.

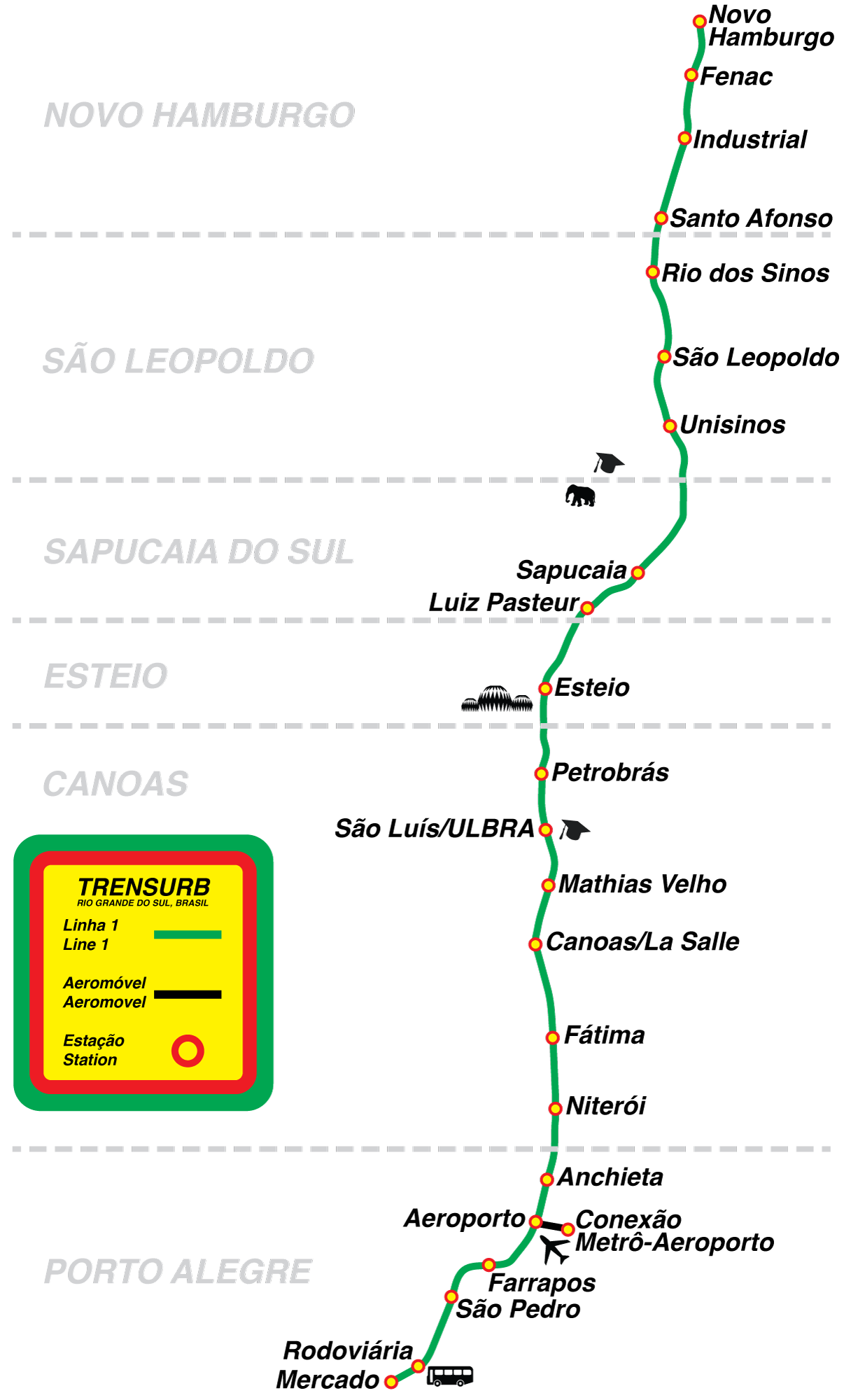
Mapa das estações do Metrô da Grande Porto Alegre.

## Histórico
Antiga linha da VFRGS, ligava originalmente Porto Alegre a Caxias do Sul de 1920 a 1980 quando o transporte de passageiros e cargas foram suprimidos.
A partir daí esta linha passou por um processo de retifição para se tornar a primeira linha do metrô de Porto Alegre.

### Datas marco
| Data                   | Trecho                       | Descrição             |
| ---------------------- | ---------------------------- | --------------------- |
| 1980                   |                              | Início das obras      |
| 2 de março de 1985     | Mercado ↔ Sapucaia           | Inauguração comercial |
| 9 de dezembro de 1997  | Sapucaia ↔ Unisinos          | Inauguração comercial |
| 20 de novembro de 2000 | Unisinos ↔ São Leopoldo      | Inauguração comercial |
| 3 de julho de 2012     | São Leopoldo ↔ Santo Afonso  | Inauguração comercial |
| 30 de janeiro de 2014  | Santo Afonso ↔ Novo Hamburgo | Inauguração comercial |

## Estações
| Nome                      | Inauguração            | Município       | Integração | Posição    | Latitude      | Longitude     |
| ------------------------- | ---------------------- | --------------- | ---------- | ---------- | ------------- | ------------- |
| Mercado                   | 2 de março de 1985     | Porto Alegre    | -          | Superfície | 30° 01' 35" S | 51° 13' 41" O |
| Rodoviária                | 2 de março de 1985     | Porto Alegre    | -          | Superfície | 30° 01' 21" S | 51° 13' 11" O |
| São Pedro                 | 2 de março de 1985     | Porto Alegre    | -          | Superfície | 30° 00' 22" S | 51° 12' 33" O |
| Farrapos                  | 2 de março de 1985     | Porto Alegre    | -          | Elevada    | 29° 59' 50" S | 51° 11' 51" O |
| Aeroporto                 | 2 de março de 1985     | Porto Alegre    | Aeromóvel  | Superfície | 29° 59' 16" S | 51° 10' 56" O |
| Anchieta                  | 2 de março de 1985     | Porto Alegre    | -          | Superfície | 29° 58' 36" S | 51° 10' 43" O |
| Niterói                   | 2 de março de 1985     | Canoas          | -          | Superfície | 29° 57' 18" S | 51° 10' 35" O |
| Fátima                    | 2 de março de 1985     | Canoas          | -          | Superfície | 29° 56' 16" S | 51° 10' 38" O |
| Canoas                    | 2 de março de 1985     | Canoas          | -          | Superfície | 29° 55' 08" S | 51° 10' 55" O |
| Mathias Velho             | 2 de março de 1985     | Canoas          | -          | Superfície | 29° 54' 14" S | 51° 10' 44" O |
| São Luís                  | 2 de março de 1985     | Canoas          | -          | Superfície | 29° 53' 15" S | 51° 10' 46" O |
| Petrobrás                 | 2 de março de 1985     | Canoas          | -          | Superfície | 29° 52' 36" S | 51° 10' 51" O |
| Esteio                    | 2 de março de 1985     | Esteio          | -          | Superfície | 29° 51' 07" S | 51° 10' 46" O |
| Luiz Pasteur              | 2 de março de 1985     | Sapucaia do Sul | -          | Superfície | 29° 49' 57" S | 51° 09' 55" O |
| Sapucaia                  | 2 de março de 1985     | Sapucaia do Sul | -          | Superfície | 29° 49' 23" S | 51° 08' 56" O |
| Unisinos                  | 9 de dezembro de 1997  | São Leopoldo    | -          | Superfície | 29° 47' 12" S | 51° 08' 25" O |
| São Leopoldo              | 20 de novembro de 2000 | São Leopoldo    | -          | Elevada    | 29° 46' 08" S | 51° 08' 28" O |
| Rio dos Sinos             | 3 de julho de 2012     | São Leopoldo    | -          | Elevada    | 29° 44' 56" S | 51° 08' 42" O |
| Santo Afonso              | 3 de julho de 2012     | Novo Hamburgo   | -          | Elevada    | 29° 43' 47" S | 51° 08' 25" O |
| Industrial/Tintas Killing | 30 de janeiro de 2014  | Novo Hamburgo   | -          | Elevada    | 29° 42' 56" S | 51° 08' 05" O |
| Fenac                     | 30 de janeiro de 2014  | Novo Hamburgo   | -          | Elevada    | 29° 42' 04" S | 51° 08' 06" O |
| Novo Hamburgo             | 30 de janeiro de 2014  | Novo Hamburgo   | -          | Elevada    | 29° 41' 12" S | 51° 07' 58" O |